# Reizdarmsyndrom
Der Begriff Reizdarmsyndrom (RDS) bezeichnet in der Medizin (Gastroenterologie) eine Gruppe funktioneller Darmerkrankungen, die eine hohe Prävalenz (Krankheitshäufigkeit in der Bevölkerung) haben und bis zu 50 Prozent der Besuche beim Spezialisten (Gastroenterologe) ausmachen. Das Reizdarmsyndrom kann mit Symptomen vieler Darmerkrankungen verwechselt werden, ist jedoch, wenn andere Erkrankungen ausgeschlossen sind, ungefährlich, auch wenn die Lebensqualität der Betroffenen häufig nachhaltig beeinträchtigt wird. Synonyme Begriffe sind Irritables Darmsyndrom (IDS) bzw. englisch irritable bowel syndrome (IBS), früher auch Reizkolon, Colon irritabile, „nervöser Darm“ u. a.

## Symptomatik
Symptome des Reizdarmsyndroms sind Schmerzen oder Unwohlsein im Bauchraum zusammen mit einer Veränderung in den Stuhlgewohnheiten unter Ausschluss einer strukturellen oder biochemischen Ursache. Eine erhöhte Schmerzempfindlichkeit des Darmes gegenüber mechanischen Reizen ist ein sehr sensitives, weniger spezifisches Zeichen des Reizdarmsyndroms. Je nach Charakter der Schmerzen und der Stuhlgewohnheiten spricht man auch vom spastischen Kolon. Das Reizdarmsyndrom kann in verschiedene Untergruppen klassifiziert werden, dazu gehören diarrhö-prädominantes (Durchfall, RDS-D), obstipations-prädominantes (Verstopfung, RDS-O) Reizdarmsyndrom und Reizdarmsyndrom mit wechselnden Stuhlgewohnheiten (RDS-M). Typisch ist die Überlappung mit chronischen Beckenschmerzen, mit Fibromyalgie (chronische Schmerzen, geistige und körperliche Erschöpfung) und psychischen Erkrankungen.
Weil sich die Symptome wie Blähungen, Schmerzen und veränderte Stuhlgewohnheiten bei Aufnahme von Mehrfachzuckern wie Laktose in Milchprodukten und Stärke in Weizenmehl bei manchen Personen verstärken können, suchen viele eine Ursache in Nahrungsmittelunverträglichkeiten, die jedoch durch einen Test auf Laktoseintoleranz und Zöliakie (Glutenunverträglichkeit, davon ausgenommen ist die „Nicht-Zöliakie-Weizensensitivität“) ausgeschlossen werden können. Auch könnte eine Dünndarmfehlbesiedlung für eine (temporäre) Unverträglichkeit verantwortlich sein.

## Häufigkeit
Die RDS-Symptome von gelegentlichen Bauchschmerzen und Stuhlunregelmäßigkeiten treten auch in der gesunden Bevölkerung häufig auf, der genaue Anteil ist unbekannt. Bei Befragungen gaben 33–90 % der Symptomträger an, deswegen keine ärztliche Hilfe in Anspruch zu nehmen. Die Größe des Anteils hängt dabei von der Anwendung der Diagnosekriterien ab. Die Häufigkeit des Auftretens (Prävalenz) von RDS-Symptomen als Krankheitsfälle in ärztlicher Behandlung wird weltweit auf 11 % geschätzt. Auch hier bewegen sich die Zahlen je nach Autor in einem sehr breiten Bereich. Je nach Krankheitsdefinition wird eine Prävalenz von 2,5–25 % angegeben. Die Prävalenz ist in den verschiedenen Ländern trotz unterschiedlicher Lebensstile und Ernährungsgewohnheiten ähnlich. Als Gründe für einen Arztbesuch werden neben Bauchschmerzen auch psychische und soziale Faktoren genannt.

## Diagnose
Nach den Rom-IV-Konsensus-Kriterien der American Gastroenterological Association und anderen medizinischen Gesellschaften kann ein Reizdarmsyndrom diagnostiziert werden, wenn folgende Kriterien erfüllt sind:
Wiederkehrende abdominelle Schmerzen, durchschnittlich mindestens einmal pro Woche innerhalb der letzten drei Monate, assoziiert mit zwei der drei folgenden Faktoren:
1. Darmentleerung
2. Veränderung der Stuhlhäufigkeit
3. Veränderung der Stuhlkonsistenz

Diese Kriterien sollen für die letzten drei Monate erfüllt sein, während der Beginn der Symptome mindestens sechs Monate zurückliegen soll.
Nebenkriterien, die die Diagnose unterstützen, aber für sich keine Diagnose erlauben, sind:
- abnorme Stuhlhäufigkeit (mehr als drei Stühle pro Tag oder weniger als drei Stühle pro Woche)
- abnorme Stuhlkonsistenz (mehr als 25 % der Defäkationen)
- abnormes Absetzen von Stuhl (z. B. starkes Pressen, imperativer Stuhldrang, Gefühl der unvollständigen Entleerung) (mehr als 25 % der Defäkationen)
- schleimiger Stuhl (mehr als 25 % der Defäkationen)
- Blähungen und Gefühl des Aufgeblähtseins (mehr als 25 % der Tage)[5]

Die Diagnose setzt voraus, dass keine strukturelle oder biochemische Veränderung die Symptome erklären kann. Das muss ausgeschlossen werden durch:
- Darmspiegelung, u. a. zum Ausschluss von Kolonkarzinomen und chronisch-entzündlichen Darmerkrankungen
- Magenspiegelung, u. a. zum Ausschluss von Magenkarzinomen und Magengeschwüren
- Ultraschalluntersuchung des Bauches, u. a. zum Ausschluss von Lebererkrankungen und extraenteralen (= außerhalb der Därme gelegenen) Neubildungen
- Blutuntersuchungen: Blutbild, Leberenzyme, Elektrolyte, Nierenwerte usw. zum Ausschluss anderer internistischer Erkrankungen, wie Lebererkrankungen, hormonelle Störungen oder Allergien
- tiefe Dünndarmbiopsie zum Ausschluss einer Zöliakie
- Tests auf Wasserstoff (H2) in der ausgeatmeten Luft (Wasserstoffatemtest) zum Ausschluss von Laktoseintoleranz, Fruktosemalabsorption und Dünndarmfehlbesiedlung
- Test auf eine Sorbitunverträglichkeit
- Stuhluntersuchungen: Test auf Pankreas Elastase-1 zum Ausschluss einer exokrinen Pankreasinsuffizienz

Eine Reizschwellenbestimmung durch Barostat wird als diagnostischer Test diskutiert. Sensitivität und Spezifität sind jedoch noch nicht gut genug, um es als klinische Methode anwenden zu können.

## Pathophysiologie
Die Ätiologie (Ursache) des Reizdarmsyndromes ist teilweise unklar. Ein ausschlaggebender Faktor bei einer bestimmten Form (RDS-D) scheint Glutensensitivität zu sein. Veränderungen der Motilität, Immunreaktionen und psychische Faktoren sind außerdem vorgeschlagen worden. Ein weiterer konsistenter Befund bei vielen Patienten ist eine erhöhte Schmerzempfindlichkeit (Hyperalgesie) im Kolon.
Etwa 25 Prozent der Reizdärme entstehen nach einer Gastroenteritis (z. T. nach dem Einsatz von Antibiotika). In diesen Fällen werden eine verlängerte Immunreaktion oder neuroplastische Vorgänge auf Ebene des Rückenmarks als ursächlich diskutiert, allerdings basieren diese Annahmen bisher nur auf Tiermodellen.
Neue Studien aus dem Jahr 2019 machen eine übermäßige Kolonisierung des Darms mit Pilzen der Gattungen Candida, Saccharomyces und Aspergillus für die Sensitivierung bzw. die Hyperalgesie verantwortlich. Allerdings handelt es sich bei diesen Studien um Versuche an Ratten. Das auf den Zellwänden der Pilze befindliche β-Glucan soll von C-Typ-Lektin-Rezeptoren erkannt werden, was dann zu einer Degranulation von Mastzellen und somit zu einer Sensitivierung führen kann. Zudem wurde auch auf andere potentielle Wechselwirkungen eingegangen. So kann auch das durch einige Pilze produzierte Gliotoxin zu neuronalen Veränderungen im Bereich des Rückenmarks führen. Die Hyperalgesie konnte durch Stuhltransplantationen auf andere Ratten übertragen werden.  Auch konnte der Kot gesunder Ratten in krankhafte Ratten eingepflanzt und so die Sensitivierung rückgängig gemacht werden. Neben Stuhltransplantationen konnten auch Antimykotika (Menthacarin) und antimykotische Substanzen (Pfefferminzöl, Kümmelöl) die Sensitivierung rückgängig machen. Neben den Pilzen ist jedoch vor allem deren Beziehung zur restlichen Darmflora maßgebend.  So ist das Risiko der Entstehung eines Reizdarmsyndroms höher, wenn zwischen den Pilzen und bestimmten Bakterien (Enterobacteriaceae, Escherichia coli, Serratia marcescens) eine Symbiose vorliegt, was von den Genen der jeweiligen Erreger abhängt. Neben dem Reizdarmsyndrom steht eine Dysbiose der Darmflora auch in Korrelation zu einigen psychischen Erkrankungen (Schizophrenie, Depression), Persönlichkeitsstörungen sowie Autismus. Hier ist erwähnenswert, dass auch beim Menschen Persönlichkeitsänderungen nach Stuhltransplantationen beobachtet werden konnten.
Eine Korrelation zwischen dem statistisch häufigeren Auftreten des Reizdarmsyndroms bei Frauen und dem häufigeren Auftreten von Pilzinfektionen bei Frauen konnte bisher nicht nachgewiesen werden. Es ist jedoch ratsam, bei Darmkeimen zwischen Infektion, Kolonisation und Passierung zu unterscheiden. So ist ein positiver Stuhltest (z. B. auf Candida oder Salmonella) bei asymptomatischen Personen nicht mit einer Infektion oder Kolonisation gleichzusetzen, obwohl dies im medizinischen Alltag bei Salmonellen üblich ist.
Das Reizdarmsyndrom wird von vielen als ein Konglomerat von Störungen mit ähnlicher Symptomatik, aber unterschiedlicher Ätiologie angesehen. Wie bei vielen anderen Krankheiten wird über Ursachen spekuliert, unter anderem von Seiten der alternativen Medizin. In einer Studie mit RDS-D-Patienten konnten mit einer glutenfreien Diät Verbesserungen erzielt werden.
Nach neueren Erkenntnissen sollen die enterochromaffinen Zellen des Verdauungstrakts Aromastoffe in der Nahrung detektieren und so die Verdauung steuern. Somit könnten Aromastoffe für Reizdarmprobleme mitverantwortlich sein.
Ein anderer Erklärungsansatz macht eine Dünndarmfehlbesiedlung für die Symptome verantwortlich. Demnach führt eine gestörte Dünndarmperistaltik dazu, dass der Essensbrei nicht mit der normalen Geschwindigkeit weiter befördert wird. Der verlangsamte Transport führt dazu, dass Bakterien aus dem Dickdarm in den Dünndarm aufsteigen und sich dort vermehren können. Nährstoffe, die etwas langsamer verstoffwechselt werden und somit in die untere Partie des Dünndarms hinabsteigen, stehen somit als Nahrungsquelle für die Bakterien bereit. Die Bakterienanzahl und Zusammensetzung variiert je nach Patient, und so entstehen bei der Gärung durch Bakterien unterschiedliche Gase und Schadstoffe, die zu der breiten Palette an Symptomen führen. So kann es durch allergische Reaktionen auf die Schadstoffe zu nesselsuchtartigen Hautausschlägen kommen. Die Gase verflüssigen den Stuhl, und so kommt es zum Paradoxon, dass trotz verlangsamter Darmmotilität der Stuhl nicht eingedickt werden kann, und die Patienten unter Durchfall leiden. Diese Tatsache könnte die fehlende Wirksamkeit von Loperamid erklären, das die Darmbewegung weiter verlangsamt. Andererseits können zu schnelle Darmkontraktionen zu einer Umkehrung des Transits von Essensbrei/Stuhl führen, so dass Patienten eher Verstopfungssymptomatiken anführen.
Schließlich fließen chronische Stoffwechselstörungen in das Darmgeschehen ein. Zu den klassischen Grunderkrankungen mit Störungen des Verdauungssystems gehört die Zuckerkrankheit. Neben einem Infekt können bestimmte Diabetesmedikamente wie zum Beispiel Metformin und Acarbose regelmäßig Durchfälle auslösen. Zudem wirken auch einige Zuckeraustauschstoffe bei übermäßigem Verzehr abführend. Des Weiteren führt der überwiegend erhöhte Zuckergehalt des Blutes und der inneren Schleimhäute zu verstärkter Mikrobenbildung. Permanent vermehrter Bakterien- und Pilzbefall im Verdauungstrakt hat insofern eine dauerhafte Überreizung des Darms zur Folge. Nicht zuletzt können auch diabetische Nervenschäden die Darmtätigkeit beeinträchtigen.
Sowohl akute als auch chronische psychische Einflussfaktoren können z. B. über hormonelle und neurologische Mediatoren an der Entstehung, Aufrechterhaltung und Verlauf des Beschwerdebilds beteiligt sein.

## Sensitivierung
Nach neueren Erkenntnissen scheint ein bedeutender, beitragender Faktor nervliche Sensitivierung zu sein, einschließlich der Kreuzsensitivierung, insbesondere in Bezug auf andere Organe innerhalb des gesamten Beckenbereichs.

## Behandlung
Nach der Behandlungsleitlinie bestehen Basistherapien und spezielle Therapien, die individuell eingesetzt werden. Neben Ernährungstherapie, Lebensstilveränderungen und den klassischen Mind-Body Therapien wie Darmhypnose, Achtsamkeit (mindfulness based stress reduction, MBSR) und spezielles Reizdarmyoga, können, wenn diese Basismaßnahmen nicht ausreichend wirken, auch medikamentöse Maßnahmen eingesetzt werden.

### Ernährung
Ernährungsfaktoren können beim Reizdarmsyndrom Symptome hervorrufen und verändern. Daher sind ernährungstherapeutische Maßnahmen sinnvoller Bestandteil eines Therapiekonzepts. Bei günstiger Symptomatik kann die Behandlung auf eine Diätberatung beschränkt bleiben. Die wirkungsvollste Diät zur Behandlung von Symptomen eines Reizdarmsyndroms ist eine FODMAP-reduzierte Diät. Mit dem Akronym FODMAP wird eine Gruppe von kurzkettigen Kohlenhydraten und mehrwertigen Alkoholen zusammengefasst, die in vielen Nahrungsmitteln vorkommen und bei Patienten mit einem Reizdarm Symptome verursachen. Die Reduzierung von FODMAPs in der Ernährung reduziert insbesondere das Auftreten von Diarrhoe, Blähungen und Bauchschmerzen.

### Medikamente
Bei verstopfungsprädominantem RDS können Abführmittel eingenommen werden, bei diarrhoeprädominantem Reizdarmsyndrom dagegen die Abfuhr hemmende Wirkstoffe. Die Wirksamkeit verschiedener anderer Ansätze wie Pfefferminzöl, Ballaststoffe oder krampflösende Medikamente belegt eine neue Meta-Untersuchung bekannter Studien.
Als empfehlenswert haben sich wasserlösliche Ballaststoffe wie z. B. Flohsamenschalen herausgestellt. Flohsamenschalen zeigten überdies entzündungshemmende Eigenschaften in der Darmflora.
Geeignet ist auch die Zufuhr von Beta-Glucan aus Gerste über Gerstenbrote und Lebensmittel aus Gerste mit einem hohen Gehalt an Beta-Glucan, wie beispielsweise Gersten-Müsli oder Gerstenflocken. Diese stellen ebenfalls eine geeignete Quelle an wasserlöslichen Ballaststoffen dar. Eine bessere Verträglichkeit wird durch das Schälen der Gerste vor dem Verzehr erzielt. Zusätzlich wird das Wachstum nützlicher Darmbakterien durch die Zufuhr von Beta-Glucan aus Gerste angeregt. Auch pflanzliche Wirkstoffe wie Pfefferminzöl oder hochkonzentrierter Extrakt aus Melissenblättern haben sich bei Reizdarm bewährt. Die darin enthaltenen ätherischen Öle wirken auf den Darm beruhigend. Krampflösend wirken auch (chemisch veränderte) Alkaloide aus Nachtschattengewächsen (Wirkstoff: Butylscopolamin). Auch Myrrhe kann Reizdarmbeschwerden lindern: Eine Multi-Center-Studie an 131 deutschen Arztpraxen zeigte, dass ein Myrrhe-Extrakt (in Kombination mit Kamille und Kaffeekohle) Blähungen und Durchfall bei Reizdarmpatienten minderte. Myrrhe wirkt im Laborversuch antientzündlich, lindert Darmkrämpfe und stabilisiert die bei Reizdarm oft defekte Darmbarriere.

Schematische Darstellung des Peptids Linaclotid. Angegeben ist der Aminosäurencode

Für Reizdarmpatienten mit Verstopfung (Obstipation (RDS-O)) kam in der ersten Jahreshälfte 2013 ein Präparat mit dem Namen Constella auf den Markt. Der spanische Arzneimittelhersteller Almirall erhielt für das Medikament mit dem Wirkstoff Linaclotid Ende 2012 die erforderliche EU-Zulassung. Der Wirkstoff soll die Flüssigkeitssekretion im Darm anregen und damit die Stuhlfrequenz erhöhen, Blähungen reduzieren sowie Bauchschmerzen lindern. Das IQWIG kam jedoch zu der Einschätzung, dass ein Zusatznutzen nicht belegt ist. Almirall und der Spitzenverband Bund der Krankenkassen konnten sich in den Preisverhandlungen zu Constella nicht auf einen Erstattungspreis einigen. Almirall hat daher im April 2014 bekannt gegeben, den Vertrieb von Constella in Deutschland zum Mai 2014 vorläufig zu stoppen.
Eine Leitlinie von 2021 empfiehlt zur Reizdarm-Behandlung Versuche mit Probiotika. Wird der richtige Bakterienstamm gewählt, können sich Probiotika positiv auf die bei Reizdarm-Patienten oftmals gestörte Darmflora auswirken. Da die zugeführten Probiotika sich nur bei intakter Darmbarriere, d. h. Darmschleimhaut, optimal ansiedeln können, ist es sinnvoll, vor bzw. zu Beginn der Probiotikatherapie auch die grundlegende Darmbarriere z. B. mit einem Myrrhe-Arzneimittel abzudichten. So wird den Bakterien eine optimale Lebensgrundlage geboten. Verschiedene in-vitro-Untersuchungen zeigen, dass Myrrhe eine stabilisierende Wirkung auf die Zellbrücken (Tight Junctions) in der Darmwand hat und zusätzlich das Abheilen der Darmschleimhaut fördert, indem sie das vermehrte Absterben der Darmzellen während eines Entzündungsprozesses hemmt. Prebiotisch wirksam können Lebensmittel sein, die von Natur aus einen hohen Gehalt an löslichen Ballaststoffen aufweisen. In wissenschaftlichen Studien wurden positive Effekte für Beta-Glucan aus Gerste nachgewiesen. Die Bakterien des Colons fermentieren diese löslichen Ballaststoffe zu kurzkettigen Fettsäuren (SCFA). Dabei wird bis zu 91 % mehr Butyrat gebildet. Butyrat wirkt entzündungshemmend und ist der Hauptenergielieferant für die Schleimhautzellen der Darmmukosa.
Ist durch einen Wasserstoff- und Methanatemtest nach Verabreichung von Mehrfachzuckern (Laktulose, aber auch Laktose und Fruchtzucker) eine Dünndarmfehlbesiedlung nachgewiesen worden, kann diese auf verschiedene Weisen behandelt werden. Ein Ansatz ist hochdosierte Antibiotikabehandlung mit Rifaximin (Xifaxan). Studien zeigen eine positive Wirkung für einen Zeitraum. Allerdings kommen die Symptome meistens wieder, weil die Antibiotika zwar die Ursache der Symptome, nicht aber die Ursache für die Dünndarmfehlbesiedlung selbst beseitigen, so dass diese nach einiger Zeit wieder auftaucht.
Sind die Bakterien im Dünndarm für die Symptome verantwortlich, so können mehrere Maßnahmen Linderung verschaffen. Diät, die auf Oligosaccharide (Zucker, Früchte, Weizenmehl, Alkohol) und viele Polysaccharide (Ballaststoffe) verzichtet, vermindert die Symptome bedeutend. Allerdings muss diese ärztlich begleitet werden, weil sie die Patienten einer großen Gefahr von Fehlernährung aussetzt. Weil der Darm den Transit von Essen nur dann durchführt, wenn sich kein Essen im Magen befindet, sollten die Mahlzeiten (drei am Tag) mit genügend Abstand eingenommen werden, und alle Knabbereien zwischendurch wirken kontraproduktiv. Des Weiteren wirken sich regelmäßiger Sport und ein gesunder geregelter Schlafrhythmus positiv auf die Steuerung der Darmbewegung aus.
Nach einer Studie von 2009 lag bei etwa 6 Prozent der Reizdarmpatienten eine exokrine Pankreasinsuffizienz vor. Bei Patienten mit erniedrigten Elastase-Werten kann sich die Stuhlfrequenz sowie -konsistenz verbessern durch eine Enzym-Therapie (Pankreatin, Pilzenzyme).
Auch der Gebrauch von Antidepressiva ist eine Möglichkeit, z. B. Amitriptylin in niedriger Dosierung. Sie unterdrücken die Schmerzen und wirken sich bei manchen Patienten positiv auf die Darmmotilität aus. Der ATLANTIS Studie und der Sichtweise von medizinischen Fachgesellschaften folgend sollte Amitriptylin in niedriger Dosierung beim Reizdarmsyndrom als Standard Zweitlinientherapie eingesetzt werden.

### Psychotherapie
Psychotherapie ist eine Behandlungsform für das Reizdarmsyndrom bei den Patienten, bei denen psychische Wirkfaktoren dominieren oder eine psychische Komorbidität besteht. Es gibt deutliche Hinweise auf die Effektivität von Psychotherapien beim Reizdarmsyndrom. Mit Abstand die meisten Studien existieren zur kognitiven Verhaltenstherapie. Die AWMF-Leitlinie empfiehlt psychotherapeutische Verfahren in das Behandlungskonzept zu integrierten. Bei RDS mit ursächlichen psychosomatischen Wirkzusammenhängen sollte eine Psychotherapie vom Typ kognitive Verhaltenstherapie die erste Wahl sein. Darüber hinaus sollte, der Behandlungsleitlinie folgend, in einem ganzheitlichen Therapieansatz ein psychotherapeutisches Therapieverfahren angeboten werden.

## Epidemiologie
Die Punktprävalenz (Krankheitshäufigkeit) in westlichen Ländern beträgt ca. zehn bis zwanzig Prozent bei einer wesentlich höheren Lebenszeitprävalenz. Die Prävalenz in Indien, Japan und der Volksrepublik China ist ähnlich. In Thailand und dem ländlichen Südafrika ist das Reizdarmsyndrom weniger häufig. In westlichen Ländern (aber z. B. nicht in Indien oder Sri Lanka) haben Frauen ein höheres Risiko, am Reizdarmsyndrom zu erkranken, als Männer (Verhältnis etwa 2:1).
Die meisten Personen mit Reizdarmsyndrom suchen keine medizinische Hilfe auf. Es lässt sich bisher nicht vorhersagen, welche der Erkrankten Hilfe aufsuchen werden.

## Prognose
Das Reizdarmsyndrom ist weder mit der Entwicklung ernsthafter Darmerkrankungen noch mit einer eingeschränkten Lebenserwartung verbunden. Dennoch kann die Lebensqualität im Einzelfall stark eingeschränkt sein, u. a. durch ständige Schmerzen, unangenehme Stuhlgewohnheiten, Krankschreibungen und durch die Entwicklung sozialer Phobien.
Bei Reizdarm-Patienten treten psychische Erkrankungen, eine überaktive Blase („Reizblase“) und das Fibromyalgiesyndrom gehäuft auf. Die genauen Ursachen hierzu sind bisher unklar.

## Mediale Darstellung
Eine von Wissenschaftsjournalisten zusammen mit der Bertelsmann Stiftung publizierte Analyse kam 2019 zu dem Ergebnis, dass im Internet das RDS häufig falsch dargestellt wird. So würden auf vielen Websites unrealistische Heilsversprechen gegeben sowie unwissenschaftliche und unbelegte Aussagen getroffen, verbunden mit Werbung für Produkte wie Nahrungsergänzungsmittel und Ernährungsberatung oder Diätempfehlungen, deren Wirksamkeit umstritten oder widerlegt sei.

### Leitlinien
- S3-Leitlinie Definition, Pathophysiologie, Diagnostik und Therapie des Reizdarmsyndroms der Deutschen Gesellschaft für Gastroenterologie, Verdauungs- und Stoffwechselkrankheiten. In: AWMF online (Stand 2021)

### Fachliteratur
- Wolfgang Fischbach: Die Diagnostik des Reizdarmsyndroms. In: MMW – Fortschritte der Medizin. Band 16. Springer, 2023, doi:10.1007/s15006-023-2804-4.
- Viola Andresen, Peter Layer: Symptomorientierte Pharmakotherapie beim Reizdarmsyndrom. In: MMW - Fortschritte der Medizin. Band 16. Springer, 2023, doi:10.1007/s15006-023-2882-3.
- Paul Enck, Nazar Mazurak: Mikrobiota und Reizdarmsyndrom – eine kritische Bestandsaufnahme. In: Zeitschrift für Gastroenterologie. Band 57, Nr. 7, Juli 2019, S. 859–870, doi:10.1055/a-0901-2558.
- Hebat Y. Kamal et al.: What is new with irritable bowel syndrome. In: Current Opinion in Pediatrics. Band 35, Nr. 5, 1. Oktober 2023, S. 574–578, doi:10.1097/MOP.0000000000001280, PMID 37540073 (englisch).
- Martin Storr: Das Reizdarm-Programm: Beschwerdefrei mit ganzheitlicher Therapie. 3. Auflage. Gräfe und Unzer 2019. ISBN 978-3-8338-7105-4
- Brian E. Lacy et al.: Bowel Disorders. In: Gastroenterology. Band 150, Nr. 6, Mai 2016, S. 1393–1407, doi:10.1053/j.gastro.2016.02.031 (englisch).